# Pectinator spekei
Genre
Espèce
Statut de conservation UICN

 LC  : Préoccupation mineure
Pectinator spekei est une espèce de Rongeurs de la famille des Ctenodactylidae, les goundis. C'est l'unique représentant du genre Pectinator.
Elle a été décrite pour la première fois en 1856 par le zoologiste britannique Edward Blyth (1810-1873), celui-là même qui avait décrit le genre en 1855.

## Distribution
Cette espèce se rencontre, du niveau de la mer jusqu'à une altitude maximale de 1 200 m, à Djibouti, en Érythrée, en Éthiopie et en Somalie.